# Бестерек (Урджарский район)
Бестерек (каз. Бестерек) — село в Урджарском районе Абайской области Казахстана. Административный центр Бестерекского сельского округа. Код КАТО — 636443100.

## Население
В 1999 году население села составляло 1848 человек (923 мужчины и 925 женщин). По данным переписи 2009 года, в селе проживало 1811 человек (912 мужчин и 899 женщин).